# Haematospiza
Haematospiza is een voormalig geslacht van zangvogels uit de vinkachtigen (Fringillidae).

## Soorten
Het geslacht kende de volgende soort:
- Haematospiza sipahi (Scharlaken dikbek)